# Anomoeotes nox
Anomoeotes nox là một loài bướm đêm thuộc họ Anomoeotidae. Loài này có ở Cộng hòa Congo.